# Joseph Dirand
Joseph Dirand (París, 26 de marzo de 1974) es un arquitecto, interiorista y diseñador francés.

## Biografía
Dirand, nacido en 1974 en París (Francia), es graduado en Arquitectura e Interiorismo por la École Nationale Supérieure d´Architecture de París-Belleville. Está casado y es padre de dos hijas.

## Carrera profesional
A los 26 años fundó su propio estudio. Su trabajo con el director creativo Christophe Decarnin para Balmain lo convirtió en el arquitecto de interiores preferido de las casas de moda. Desde 1999 ha trabajado como diseñador. La capacidad de Dirand infundir luz y el espacio en su trabajo ha significado que ha sido encargado por una serie de casas y diseñadores de moda, incluyendo Chloe, Pucci, Balmain, Rick Owens y Alexander Wang. En abril de 2015 colaboró con la exposición de AD interieurs en París. También en 2015, lanza su primera colección de muebles.

### Obras
Hotel Monterrey Hábitat (México); las boutiques Rick Owens (Londres), Alexander Wang (Pekín), Pierre Balmain (París), Chloé (París), Givenchy (París), Pucci (New York) o Balenciaga (París).

## Estética
Joseph Dirant parte del gusto por los materiales nobles y la simplicidad de líneas (“La madera tiene mucho movimiento”, dice Dirand). Para Dirand, todo lo demás es superfluo, por lo que busca pequeños detalles que den vida al interior, jugando con los contrastes de color, la iluminación, los materiales y los efectos ópticos.
Combinando minimalismo en los elementos, elegancia clásica, sobriedad natural y depuración en las formas, Joseph Dirand diseña sus proyectos como parcelas independientes, como bocetos donde imagina un futuro habitado. El orden, la luz, la proporción y la destreza en las líneas, ya sean curvas o perpendiculares, son las señas de identidad del arquitecto y diseñador de interiores. Destacan en su interiorismo el predominio del blanco y el negro, una arquitectura tensa que gusta contrastar escalas y épocas y revela un sentido telúrico del entorno. Dirand admira a los grandes arquitectos del siglo XX, como Scarpa, Aalto, Jeanneret o Le Corbusier. Sus piezas, hechas a medida, están elaboradas a mano en los Ateliers Saint-Jacques.

## Reconocimientos
- 2010: Wallpaper Design Award para el mejor hotel, por Hábitat Monterey (México).

- 2013: Diseñador de interiores del año, por la revista Maison&Objet (M&O).[13][8]

- 2014: Wallpaper Design Award para el mejor restaurante nuevo, por Monsieur Bleu (París).[14]